# Котлет
Котлетът (на френски: côtelette, където côte означава „ребро“) може да се отнася до:
- тънко парче месо от бут или ребра от телешко, свинско, пилешко или овнешко месо
- ястие, направено от такава филийка, често панирано (известно също на различни езици като cotoletta, kotelett, kotlet или kotleta)
- крокет или котлет с форма на котлет от смляно месо
- вид нарязана риба, при която рибата се нарязва перпендикулярно на гръбначния стълб, а не паралелно (както при филетата); често синоним на пържола
- скариди или други малки ракообразни с отстранена глава и външна обвивка, оставяйки само плътта и опашката
- каша от зеленчуци (обикновено картофи), пържени с хляб

## История
Котлетите са били типично предястие във френската кухня, като вариант на крокети с форма на малко ребро (на френски: côtelette). Костта се имитира от парче пържен хляб или тестени изделия. Рецептата става популярна в цяла Европа благодарение на влиянието на френската кухня.

## Галерия
- Ton-katsu (японски свински котлет)
- Традиционен полски свински котлет с домашни пържени картофи
- Пържено месо, бито с чук и покрито с разбити яйца, тесто или галета (на руски: отбивная котлета)
- „Котлет по киевски“ от Украйна
- Ирански котлет (на арабски: کتلت), подобен на хамбургер с тънък слой пържено говеждо месо, картофено пюре, яйца, лук, подправки и галета